# Обсада на Никопол (1393)
Обсадата на Никопол е сражение между българския гарнизон на крепостта и многобройна османска войска, състояло се през 1393 година.
През 17 юли 1393 година след обсада Търново е превзет от османските войски. Но самият цар Иван Шишман отсътствал по време на сражението както свидетелстват повечето христянски и османски извори което води до заключението че отбраната най-вероятно е била организирана от патриарх Евтимий Търновски докато българският владетел се е опитвал да събере нови войски с цел да даде отпора на османците.
След превземането на Търново Али паша се отправя към крайдунавските български крепости Червен, Гюргево, Нови Град и Свищов и ги завладява. От Свищов Али паша предприема нападение срещу Влахия, превземайки доста крепости докато накрая стига до Никопол. 
Отбраната на крепостта е командвана от българския цар, който според Николай Овчаров е разполагал с около 5000 души. Гарнизонът на крепостта оказва отчаяна съпротива срещу османската войска, която в крайна сметка не успява да превземе твърдината тъй като не разполага с флот. Скоро българският владетел се посъветва от болярите си и решава да подпише мирен договор, в който освен да предаде няколко крепости губи царската си титла.